# اورلیان پاسرون
اورلیان پاسرون (فرانسوی: Aurélien Passeron‎؛ زادهٔ ۱۹ ژانویهٔ ۱۹۸۴) دوچرخه‌سوار اهل فرانسه است.